# エレオノーレ・ヴィルヘルミーネ・フォン・アンハルト＝ケーテン
エレオノーレ・ヴィルヘルミーネ・フォン・アンハルト＝ケーテン（ドイツ語：Eleonore Wilhelmine von Anhalt-Köthen, 1696年5月7日 - 1726年8月30日）は、ザクセン＝ヴァイマル公エルンスト・アウグスト1世の妃。

## 生涯
エレオノーレ・ヴィルヘルミーネはアンハルト＝ケーテン侯エマヌエル・レーブレヒトとニーンブルク女伯ギーゼラ・アグネス・フォン・ラート（1669年 - 1740年）の長女である。1714年2月15日にケーテンにおいて、ザクセン＝メルゼブルク公クリスティアン2世の息子フリードリヒ・エルトマン（1691年 - 1714年）と結婚し、夫はアパナージュとしてディースカウを与えられた。しかし結婚から14週間後にフリードリヒ・エルトマンは突然死去した。
1716年1月24日にザクセン＝アンハルトのニーンブルクにおいて、ザクセン＝ヴァイマル公エルンスト・アウグスト1世と再婚した。エレオノーレ・ヴィルヘルミーネの兄レオポルトは結婚式の際にヨハン・ゼバスティアン・バッハと会い、後にケーテンの宮廷楽長としてバッハを呼び寄せた。エレオノーレ・ヴィルヘルミーネは後にバッハの息子レオポルト・アウグストの代母となった。
エルンスト・アウグスト1世との結婚生活は幸せなものであったと言われている。10年間の結婚生活の間にエレオノーレ・ヴィルヘルミーネは7人の子供を産んだ。世嗣の誕生後、ザクセン＝ヴァイマル公領に長子相続制が導入された
。
エレオノーレ・ヴィルヘルミーネは1726年8月30日に死去し、ヴァイマルにある公爵家の地下霊廟に埋葬された。エルンスト・アウグスト1世は妃の死に悲しみに暮れ、ヴァイマルを離れ旅に出かけた。

## 子女
2番目の夫ザクセン＝ヴァイマル公エルンスト・アウグスト1世との間に以下の子女が生まれた。
- ヴィルヘルム・エルンスト（1717年 - 1719年）
- ヴィルヘルミーネ・アウグステ（1717年 - 1752年）
- ヨハン・ヴィルヘルム（1719年 - 1732年）
- シャルロッテ・アグネサ（1720年 - 1724年）
- エルネスティーネ・アルベルティーネ（1722年 - 1769年） - 1756年にシャウムブルク＝リッペ伯フィリップ2世と結婚
- ベルンハルディネ・クリスティアネ・ゾフィー（1724年 - 1757年） - 1744年にシュヴァルツブルク＝ルードルシュタット侯ヨハン・フリードリヒと結婚
- エマヌエル・フリードリヒ（1725年 - 1729年）